# DOS-2
DOS-2 era il nome assegnato ad una stazione spaziale lanciata nell'ambito del programma Saljut, che andò distrutta nel fallimento del lancio del 29 luglio 1972, quando un guasto al secondo stadio del razzo Proton-K ha impedito alla stazione di raggiungere l'orbita. La stazione cadde nell'Oceano Pacifico. La stazione, che si sarebbe dovuta chiamare Saljut 2, era strutturalmente identica a Saljut 1, in quanto era stata assemblata come unità di riserva. Furono formate quattro squadre di cosmonauti per l'equipaggio della stazione, di cui due avrebbero volato:
- Aleksej Leonov e Valerij Kubasov
- Vasilij Lazarev e Oleg Makarov
- Alekseij Gubarev e Georgij Grečko
- Pëtr Klimuk e Vitalij Sevast'janov

Mentre la Saljut 1 è stata utilizzata da due equipaggi di tre uomini (Sojuz 10 e Sojuz 11), a seguito delle modifiche alla navicella spaziale Sojuz 7K-OK ( con conseguente nuovo modello Sojuz 7K-T) a seguito della morte dell'equipaggio della Sojuz 11, la nave spaziale poteva portare solo due cosmonauti, così il DOS-2 sarebbe stato presidiato da due equipaggi di due membri. In seguito alla perdita della stazione, gli equipaggi sono stati trasferiti al programma DOS-3.